# جون هامبرو
جون هامبرو (بالنرويجية البوكمول: Johan Hambro)‏ هو كاتب سير وصحفي ومترجم نرويجي، ولد في 24 أكتوبر 1915 في كريستيانية في النرويج، وتوفي في 27 فبراير 1993 في أوسلو في النرويج.